# Nisa (Portugal)
Nisa is een gemeente in het Portugese district Portalegre.
De gemeente heeft een totale oppervlakte van 575 km² en telde 8585 inwoners in 2001.

## Plaatsen in de gemeente
- Alpalhão
- Amieira do Tejo
- Arez
- Espírito Santo
- Montalvão
- Nossa Senhora da Graça
- Santana
- São Matias
- São Simão
- Tolosa

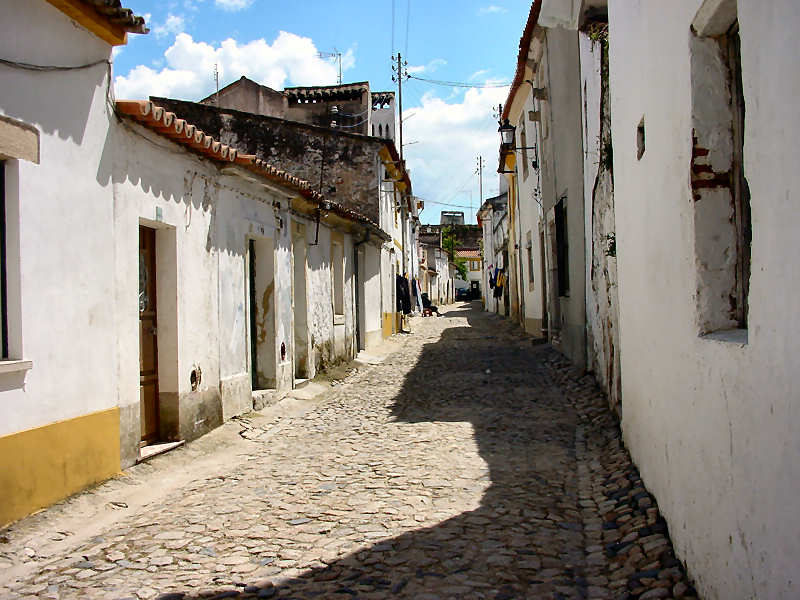
Straatje in Nisa
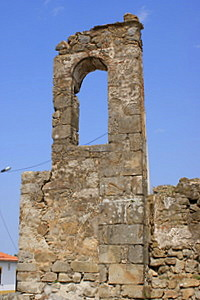
Ruïne van een kerk